# Rolf Witting
Pour les articles homonymes, voir Witting.
Rolf Johan Witting (30 septembre 1879 à Viipuri — 11 octobre 1944 à Porvoon maalaiskunta) est un océanographe réputé et un homme politique finlandais suédophone qui fait partie de quatre gouvernements entre 1926 et 1943. Il fut vice-ministre des Affaires étrangères entre 1934 et 1936 et ministre des Affaires étrangères de Finlande de 1940 à 1943. 

## Biographie
Witting obtient son diplôme d’Abitur (sanctionnant la fin des études secondaires) en 1897, et entame ensuite des études supérieures, obtenant une lisensiaatti (licence) en 1909 et un doctorat en 1910. Il est élu au parlement de Finlande le 1er mai 1924 dans la circonscription d’Uusimaa.
Witting a d’autres responsabilités, dirigeant notamment l’école de commerce Hanken et la Société géographique de Finlande.

## Source
- (en) Cet article est partiellement ou en totalité issu de l’article de Wikipédia en anglais intitulé « Rolf Witting » (voir la liste des auteurs).